# Бибешти (Горж)
Бибешти (рум. Bibești) насеље је у Румунији у округу Горж у општини Саулешти. Oпштина се налази на надморској висини од 150 m.

## Становништво
Према подацима из 2002. године у насељу је живело 803 становника, од којих су сви румунске националности.